# Hemiancistrus
 Hemiancistrus és un gènere de peixos de la família dels loricàrids i de l'ordre dels siluriformes.

## Distribució geogràfica
Es troba a Amèrica: des de Panamà fins al sud del Brasil.

## Taxonomia
- Hemiancistrus annectens (Regan, 1904)[3]
- Hemiancistrus aspidolepis (Günther, 1867)[4]
- Hemiancistrus cerrado (de Souza, Melo, Chamon & Armbruster, 2008)[5]
- Hemiancistrus chlorostictus (Cardoso & Malabarba, 1999)[6]
- Hemiancistrus fugleri (Ovchynnyk, 1971)[7]
- Hemiancistrus fuliginosus (Cardoso & Malabarba, 1999)[6][8]
- Hemiancistrus guahiborum (Werneke, Armbruster, Lujan & Taphorn, 2005)[9]
- Hemiancistrus hammarlundi (Rendahl, 1937)[10]
- Hemiancistrus holostictus (Regan, 1913)[11]
- Hemiancistrus itacua (Valenciennes, 1836)[12]
- Hemiancistrus landoni (Eigenmann, 1916)[13]
- Hemiancistrus macrops (Lütken, 1874)[14]
- Hemiancistrus maracaiboensis (Schultz, 1944)[15]
- Hemiancistrus medians (Kner, 1854)[16]
- Hemiancistrus megacephalus (Günther, 1868)[17]
- Hemiancistrus megalopteryx (Cardoso, 2004)[18]
- Hemiancistrus meizospilos (Cardoso & da Silva, 2004)[19]
- Hemiancistrus micrommatos (Cardoso & Lucinda, 2003)[20]
- Hemiancistrus pankimpuju (Lujan & Chamon, 2008)[21]
- Hemiancistrus punctulatus (Cardoso & Malabarba, 1999)[6]
- Hemiancistrus spilomma (Cardoso & Lucinda, 2003)[20]
- Hemiancistrus spinosissimus (Cardoso & Lucinda, 2003)[20]
- Hemiancistrus subviridis (Werneke, Sabaj, Lujan & Armbruster, 2005)[22]
- Hemiancistrus votouro (Cardoso & da Silva, 2004)[19]
- Hemiancistrus wilsoni (C. H. Eigenmann, 1918)[23][24][25][26][27][28][29]